# چاشیتسو

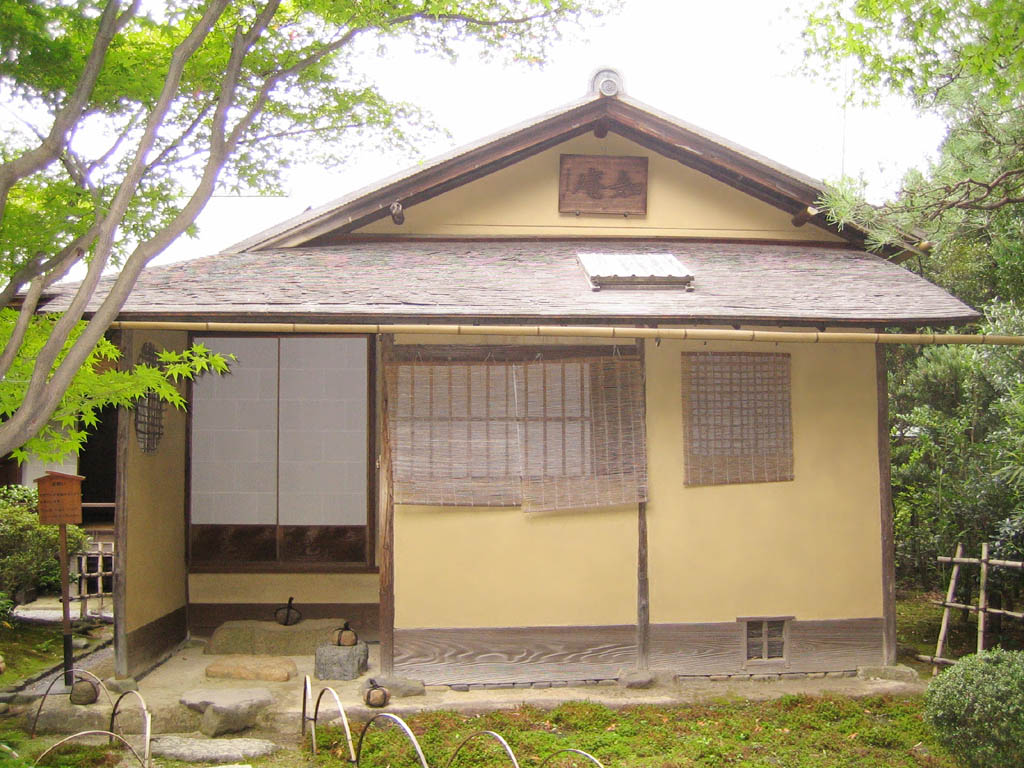

چاشیتسو (茶室) به معنی اتاق چای، در سنت ژاپنی یک فضای معماری است که برای استفاده در مجالس مراسم چای ژاپنی (چایو) طراحی شده‌است.